# ヘンリー・S・パーマー

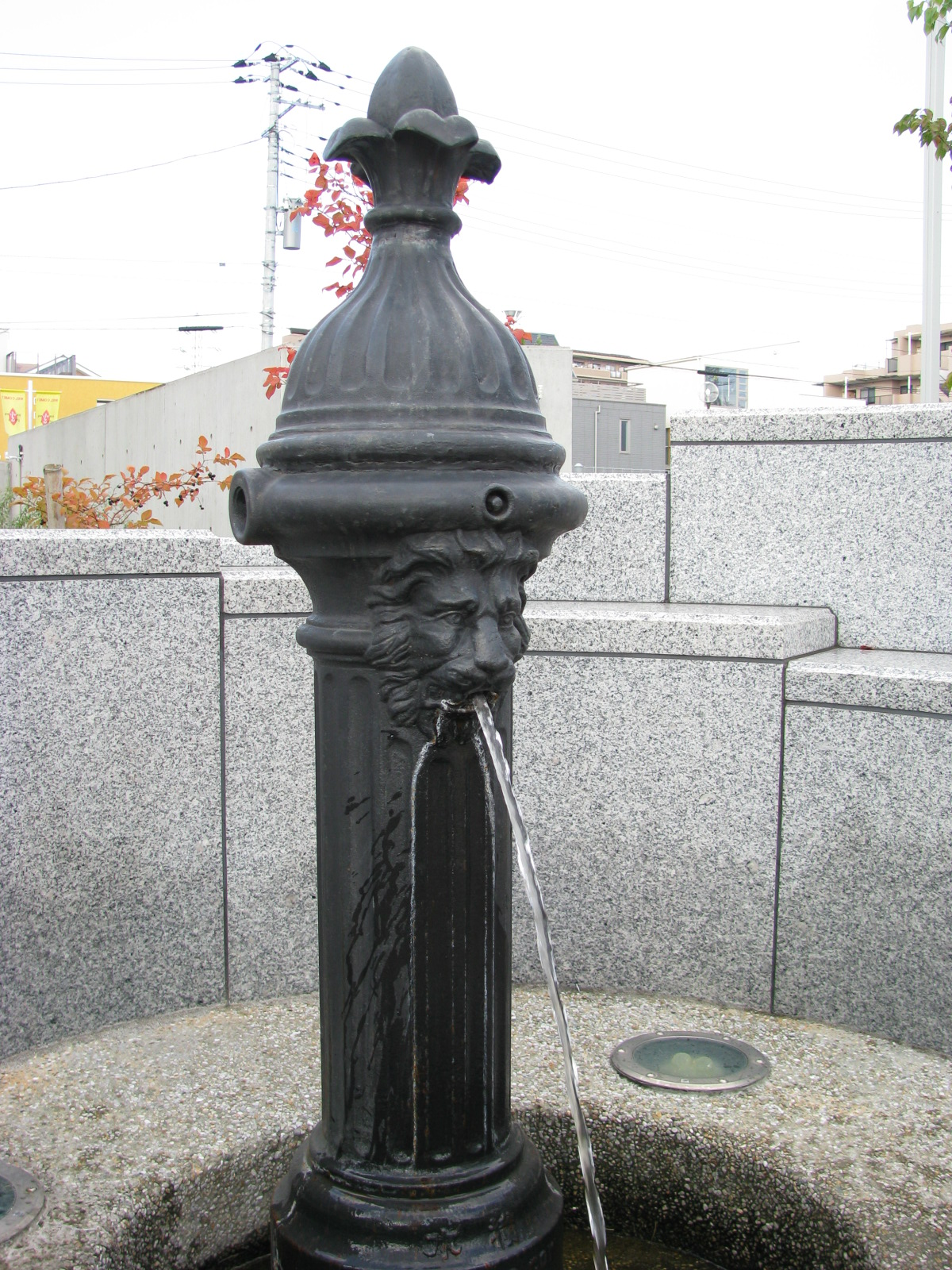
獅子頭供用栓
パーマーがイギリスから取り寄せた日本最初の蛇口

ヘンリー・スペンサー・パーマー（Henry Spencer Palmer、1838年4月30日 - 1893年2月10日）は、日本初の近代的水道である横浜水道を完成させたイギリス陸軍の工兵少将。いわゆるお雇い外国人のひとりである。

## 経歴

### 来日以前
1838年、イギリス領インド帝国のバンガロールで英印軍参謀本部付大佐・ジョン・フレーク・パーマーの三男として生まれた。
イングランドのバースで教育を受け、1856年に王立陸軍士官学校に入学、工兵中尉に任じられる。
1858年には、カナダブリティッシュコロンビア州調査団の一員として派遣され、調査事業に加えて道路工事の監督に当たった。
1863年に結婚してイギリスへ帰国。帰国後はイギリス陸軍測量局に勤務、科学者としても知られるようになる。
1874年からはイギリス領のニュージーランドやバルバドスに派遣され、1878年に赴任した香港では、広東水道と香港水道を設計した。

### 来日以後
1883年に中佐として来日、神奈川県より横浜上水道建設計画の依頼を受け、3ヵ月で実地測量から計画まで完成させて多摩川取水計画と相模川取水計画の2案を県に提出して帰国する。
翌年神奈川県から招聘され、1885年に大佐として再来日。
水道工事の全てを任されると、水源を相模川支流の道志川とし野毛山配水池に至る総延長48kmの横浜水道建設を着工、顧問工師長として指揮にあたる。
翌年1887年少将に昇進、翌年に定年退職し、2年に及ぶ工事を完了、日本初の近代水道を完成させた。
その後は日本に落ち着き、1888年には内務省土木局名誉顧問技師として勅任官の待遇を受け、横浜港築港計画を工事監督として指揮した。東京水道会社の計画や各地の港湾設計などにも関与する。また、請われて兵庫県の淡河川疏水の計画にも参画し、特に御坂サイフォン橋の設計が著名である。
1890年、日本人女性・斉藤うたと再婚、娘をもったが、1893年、脳卒中で東京麻布の自宅にて54歳で死去。青山霊園の青山外国人墓地に埋葬された。
日本の滞在中は、ジャパンタイムズなどの英字紙に寄稿するほか、タイムズの通信員として日本の情報を発信。
豊富なイラスト入りの『Letters from the Land of the Rising Sun（日出ずる国からの手紙）』も執筆、死の翌年出版された。 
1987年には横浜水道創業100年を記念して野毛山公園（旧野毛山配水池）にブロンズ胸像が立てられ、横浜開港資料館では特別展が開催された。

## 主な参画事業
横浜水道、横浜港、横浜ドック、大阪水道、神戸水道、函館水道、東京水道、兵庫県三笠村の灌漑工事、王子製紙の製紙用浄水装置

## 典拠
1. ↑  「淡河川・山田川疏水の御坂サイフォンを設計したパーマー～我が国最初の大規模サイフォン～」（農林水産省）